# Бад Грисбах им Ротал
Бад Грисбах им Ротал (њем. Bad Griesbach im Rottal) град је у њемачкој савезној држави Баварска. Једно је од 38 општинских средишта округа Пасау. Према процјени из 2010. у граду је живјело 8.488 становника. Посједује регионалну шифру (AGS) 9275124.

## Географски и демографски подаци
Бад Грисбах им Ротал се налази у савезној држави Баварска у округу Пасау. Град се налази на надморској висини од 453 метра. Површина општине износи 70,2 km². У самом граду је, према процјени из 2010. године, живјело 8.488 становника. Просјечна густина становништва износи 121 становника/km².